# كين أماتو
كين أماتو (بالإنجليزية: Ken Amato)‏ هو لاعب كرة قدم أمريكية أمريكي، ولد في 18 مايو 1977 في بورتوريكو في الولايات المتحدة.

## روابط خارجية
- كين أماتو على موقع مرجع كرة القدم المحترفة.كوم (الإنجليزية)